# Feria de San Lucas (Jaén)
La Feria de San Lucas (Jaén) es de las últimas de las ferias de primavera y verano de Andalucía, además de la última feria taurina de la temporada.

## Etimología
La palabra "feria" es latina feria, feriae, era usada en plural feriae, feriarum. Los romanos la citaban para señalar fiestas y días de descanso, pero no era descanso referente del trabajo, sino de todo acto civil para dedicarse al culto religioso (vacare diis) y festejos que se celebraban.

## Precedentes
La tradición popular cuenta que el origen de estas fiestas está en el condestable Miguel Lucas de Iranzo en el siglo XIV, que se festejaban para celebrar su onomástica, pero hay motivos para pensar que no es ese el origen real.
Históricamente, la feria tradicional de Jaén se celebraba en conmemoración de la Virgen de Agosto, privilegio concedido por Enrique IV de Castilla a la ciudad de Jaén el día 23 de junio de 1453, y en esa fecha aún faltaban cinco años para que el Condestable llegara a Jaén, y el objetivo de esta feria era aglutinar y ordenar, por motivos fiscales, la multitud de ferias y mercados que se venían celebrando en distintos puntos del Reino de Jaén. El rey los concentró en una de esas ferias que se celebraba en Jaén del 1 al 15 de agosto con una duración de cinco días.
Entre las costumbres de esta feria, la más destacada era mostrar el paño del Santo Rostro, desde los balcones de la Catedral, que era lugar de encuentro de peregrinos llegados desde diversos lugares.
La Feria de Agosto se mantuvo hasta mediados del pasado siglo XX, como feria de ganado. Pero finalmente, desapareció, y fue la feria de la Virgen de la Capilla, que hasta entonces era una feria del barrio de San Ildefonso, la que se convirtió en la segunda feria de la ciudad o feria chica.

## Los orígenes de la Feria de San Lucas
La Feria de San Lucas actual aparece en 1805, debido a una epidemia de peste y fiebre amarilla que impidió celebrar la feria en el mes de agosto, decidiéndose entonces celebrarla haciéndola coincidir con una antigua feria menor de ganado.
La Real Sociedad de Amigos del País propuso en 1833 realzar la feria de octubre como feria agrícola y ganadera con festejos. Así, las ferias de agosto y octubre convivieron durante años pero por motivos económicos, en 1855, se celebró sólo la de octubre.

## Ubicaciones de la Feria
Al principio, la feria se ubicó entre la Plaza de San Francisco y calle Los Álamos, más tarde pasó a la Carrera, actual calle de Don Bernabé Soriano y después se trasladó a la plaza del Mercado, hoy de la Constitución. Pero la existencia de animales durante tanto tiempo en el casco de la ciudad ocasionaba muchas molestias, por ello se trasladó a los descampados de Peñamefécit y al Ejido de Belén.
La Feria ha ido teniendo posteriormente otros emplazamientos: calle Arquitecto Berges, el solar del Estadio de la Victoria (estadio del Real Jaén) y la antigua Escuela de Magisterio. 
En 1952 se celebraron en unos terrenos por debajo del Portillo de San Jerónimo, hasta que en 1953 se acondicionaría el Recinto Ferial Felipe Arche. En este período hasta principios de los 90, casi cincuenta años, la feria discurriría íntimamente ligada a la Carretera Granada, la Avenida de las Cruces y el Portillo de San Jerónimo, colocándose las casetas en los locales vacíos, solares y almacenes de la zona 
El recinto ferial de Felipe Arche terminó por quedar pequeño y a principios de los 90 se decidió reubicarlo. El Arche se cerró y se construyó en su lugar un parque, escaso en vegetación, donde se solía realizar el botellón en los meses de verano, actualmente se ubican las instalaciones deportivas del mismo nombre. A partir de entonces, la feria vivió su peores momentos emplazados en terrenos mal acondicionados y barrizales, como la antigua estación de RENFE. Finalmente, se inauguró el actual recinto ferial de La Vestida, configurado por un sistema de plataformas. Por un paseo se comunican tres primeras, donde se ubican las casetas. Al final de este paseo se encuentra la Caseta Municipal, una antigua nave industrial donde se realizan conciertos, degustaciones y otras clases de eventos. En el fondo, se extiende una gran explanada donde se sitúan la atracciones de feria como norias y coches de choque.
En 2009 se reubica de nuevo la localización de las casetas, concentrándolas en la explanada inferior y acondicionando el suelo con losas de cemento y alquitrán, abandonando el antiguo terreno de albero que, a causa de las fechas en las que se celebra la feria, solían causar problemas de charcos y barro al caer lluvia. De este modo, dos calles recorren longitudinalmente el perímetro de la zona, denominadas Paseo de Caballos y Enganches y Paseo de Santa Catalina, recibiendo las calles transversales el nombre de los días tradicionales de la feria: de 10 a Calle 18 de Octubre.

## Feria actual

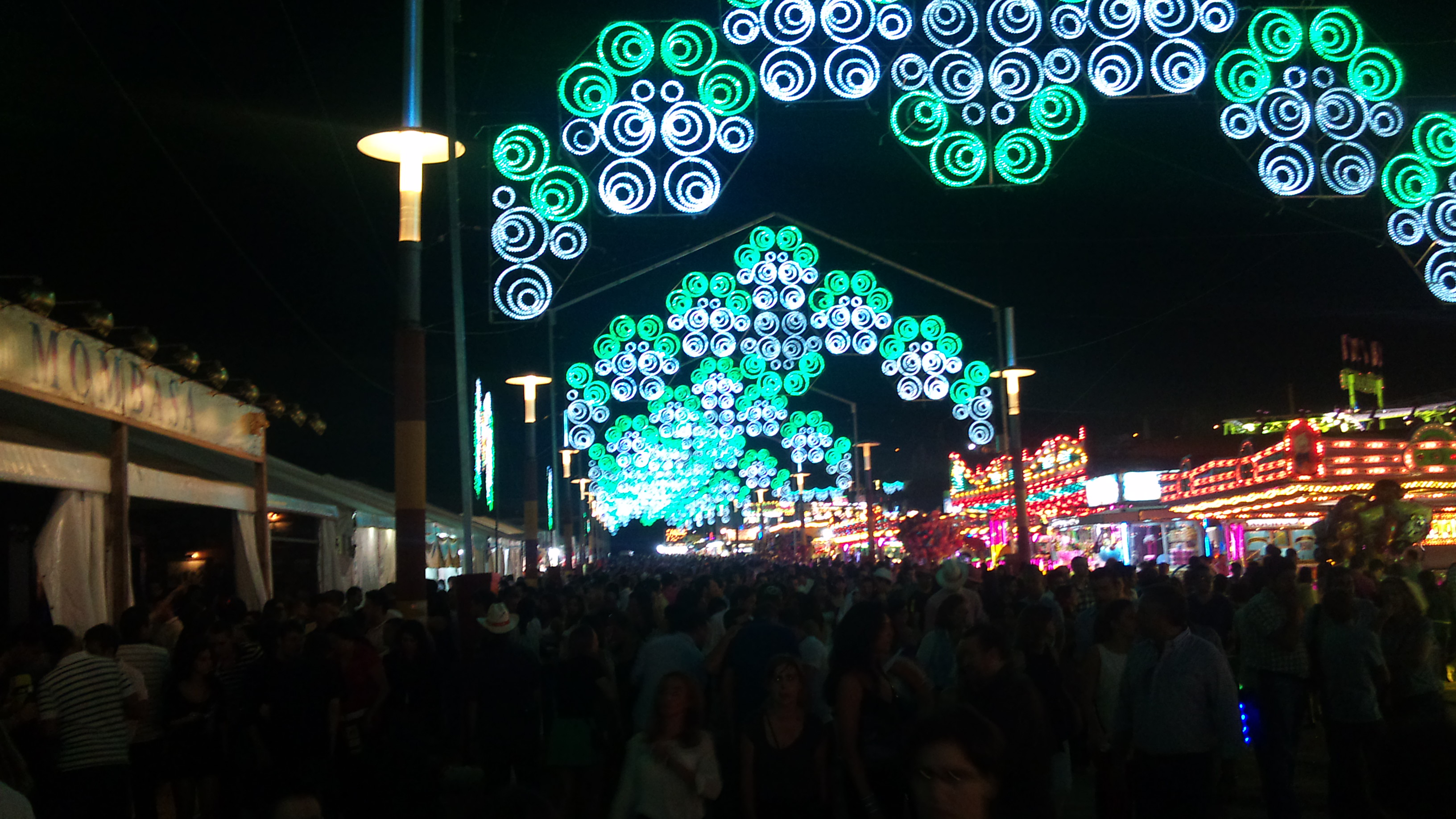
Vista nocturna de la feria 2011.

Las costumbres más extendidas de la Feria de San Lucas son: 
- almuerzos y cenas en el recinto ferial
- bailes en las casetas
- tapear en el casco histórico (feria de día)
- atracciones de feria
- corridas de toros
- apuestas hípicas

## Pregoneros
| Pregonero               | Año  |
| ----------------------- | ---- |
| Carlos Herrera Crusset  | 1991 |
| David Navarro           | 2007 |
| Jesús Tíscar            | 2008 |
| Manuel Parras           | 2009 |
| Carmen González         | 2010 |
| Manu del Moral          | 2011 |
| Juan Antonio Anquela    | 2012 |
| Manuel Herrero Galaso   | 2013 |
| Jota Abril              | 2014 |
| Vicente Oya             | 2015 |
| Alfonso Sánchez Herrera | 2016 |
| Grupo «Apache»          | 2018 |